# محافظة براتشينبوري
محافظة براتشينبوري (بالتايلاندية:เพชรบุรี) و(بالإنجليزية:Phetchaburi) هيَ واحدة من محافظات تايلاند الخمس والسبعين، تجاور محافظات راتشابوري وساموت سونغخرام وبراتشواب خيري خان ومن الشرق تجاورها جمهورية مينمار

## الجغرافيا
تقع المحافظة علي خليج تايلاند وفي شرق المحافظة تشترك بسلسلة جبال معا بورما وتحتوي براتشينبوري علي أكبر حديقة وطنية في تايلاند حيث تبلغ مساحتها 3000 كيلومتر مربع التي تساوي تقريبا نصف مساحة المحافظة وتحتوي علي الغابات والجبال علي طول الحدود معا بورما النهر الوحيد في المحافظة هو نهر براتشينبوري.

## التاريخ
يعود تاريخ المحافظة الي القرن الثامن ، في عام 1860 أمر الملك راما الرابع ببناء قصر له.

## التقسيمات الادارية
تنقسم المحافظة الي 8 مقاطعات و 93 بلدية و 681 قرية
| 1. موانج براتشينبوري 2. كاو يا 3. نونغ يا بلونغ 4. تشيم ام | 1. تا يانغ 2. بان ليت 3. بان ليم 4. كاينغ كرشان |